# Новоолександрівська сільська рада (Ананьївський район)
Новоолекса́ндрівська сільська́ ра́да — колишня адміністративно-територіальна одиниця та орган місцевого самоврядування в Ананьївському районі Одеської області. Адміністративний центр — село Новоолександрівка.

## Загальні відомості
Новоолександрівська сільська рада утворена в 1965 році.
- Територія ради: 59,57 км²
- Населення ради: 816 осіб (станом на 2001 рік)

## Населені пункти
Сільській раді підпорядковані населені пункти:
- с. Новоолександрівка
- с. Козаче
- с. Новоіванівка
- с. Шевченкове

## Населення
Згідно з переписом 1989 року населення сільської ради становило 924 особи, з яких 410 чоловіків та 514 жінок.
За переписом населення 2001 року в селі мешкало 816 осіб.

### Мова
Розподіл населення за рідною мовою за даними перепису 2001 року:
| Мова       | Відсоток |
| ---------- | -------- |
| українська | 87,38 %  |
| молдовська | 6,5 %    |
| російська  | 5,64 %   |
| болгарська | 0,12 %   |

## Склад ради
Рада складається з 14 депутатів та голови.
- Голова ради: Земляна Тетяна Євгенівна
- Секретар ради: Снісаренко Галина Іванівна

### Керівний склад попередніх скликань
| Прізвище, ім'я, по батькові    | Основні відомості                                                                                  | Дата обрання | Дата звільнення |
| ------------------------------ | -------------------------------------------------------------------------------------------------- | ------------ | --------------- |
| Жеревчук Любов Василівна       | Сільський голова, 1951 року народження, член Народної партії                                       | 26.03.2006   | 31.10.2010      |
| Пархоменко Валентина Євгенівна | Сільський голова, 1959 року народження, освіта вища, член Всеукраїнського об'єднання «Батьківщина» | 31.10.2010   | 18.03.2012      |
| Земляна Тетяна Євгенівна       | Сільський голова, 1970 року народження, освіта середня спеціальна, член Партії регіонів            | 18.03.2012   |                 |

Примітка: таблиця складена за даними сайту Верховної Ради України

### Депутати
За результатами місцевих виборів 2010 року депутатами ради стали:

#### За суб'єктами висування
| Суб'єкт висування                                       | Кількість обраних депутатів | %    |
| ------------------------------------------------------- | --------------------------- | ---- |
| Самовисування                                           | 9                           | 64,3 |
| Політична партія Всеукраїнське об'єднання «Батьківщина» | 5                           | 35,7 |

#### За округами
| № округу                                                | Прізвище, ім'я, по батькові      | Дата визнання обраним | Освіта             | Партійна приналежність | Відомості про обраного депутата                                    |
| ------------------------------------------------------- | -------------------------------- | --------------------- | ------------------ | ---------------------- | ------------------------------------------------------------------ |
| Політична партія Всеукраїнське об'єднання «Батьківщина» |                                  |                       |                    |                        |                                                                    |
| 3                                                       | Пархоменко Андрій Іванович       | 03.11.2010            | середня            | позапартійний          | тимчасово не працює                                                |
| 5                                                       | Петрусенко Наталя Сергіївна      | 03.11.2010            | середня спеціальна | позапартійна           | , соц.працівник                                                    |
| 7                                                       | Ситий Володимир Анатолійович     | 03.11.2010            | середня            | позапартійний          | тимчасово не працює                                                |
| 8                                                       | Беженар Федір Макарович          | 03.11.2010            | середня            | позапартійний          | тимчасово не працює                                                |
| 11                                                      | Гайдай Володимир Анатолійович    | 03.11.2010            | середня спеціальна | позапартійний          | приватний підприємець                                              |
| Самовисування                                           |                                  |                       |                    |                        |                                                                    |
| 1                                                       | Штембуляк Наталя Анатоліївна     | 03.11.2010            | середня спеціальна | позапартійна           | тимчасово не працює                                                |
| 2                                                       | Тімеркан Михайло Петрович        | 03.11.2010            | середня            | позапартійний          | тимчасово не працює                                                |
| 4                                                       | Горбенко Наталя Вікторівна       | 03.11.2010            | середня спеціальна | позапартійна           | сільська рада, касир-рахівник                                      |
| 6                                                       | Продан Станіслав Михайлович      | 03.11.2010            | середня            | позапартійний          | пенсіонер                                                          |
| 9                                                       | Нестеренко Олена Миколаївна      | 03.11.2010            | середня            | позапартійна           | , листоноша                                                        |
| 10                                                      | Горбенко Валентина Володимирівна | 03.02.2013            | вища               | позапартійна           | ПП «АВА», юрист                                                    |
| 12                                                      | Никитіна Людмила Василівна       | 03.11.2010            | середня            | позапартійна           | , листоноша                                                        |
| 13                                                      | Брайловська Наталя Миколаївна    | 03.11.2010            | середня            | позапартійна           | навчально-виховний комплекс «Загальноосвітня школа — ДНЗ», вчитель |
| 14                                                      | Очеретько Катерина Іванівна      | 03.11.2010            | середня            | позапартійна           | тимчасово не працює                                                |